# Велико острво (Хаваји)
Велико острво (Хаваји) (енгл. Hawaiʻi (Big Island)) је острво САД које припада савезној држави Хаваји. Површина острва износи 10433 km². Према попису из 2000. на острву је живело 148.677 становника.